# 第五次南昌戰鬥 (北洋政府時期)
南昌戰鬥（也稱為北伐第三次江西攻城戰）發生於民國十五年（1926年）11月3日－8日，地點則是在中國贛北一帶，是國民革命軍北伐戰爭的戰鬥之一。南昌戰鬥的交戰雙方，一方為國民革命軍，另一方為北洋政府所轄軍隊。11月9日，伴随蔣中正入主南昌城，宣告了此場戰役的勝利。
此场戰爭，北伐軍右翼軍繳獲步槍3萬餘桿、機關槍30餘挺、火炮20餘門，俘虜師長唐福山、岳思寅、張鳳岐，師級以下官兵5萬餘人；左翼軍繳獲步槍2萬餘桿、機關槍20餘挺、大炮數門，俘虜2萬餘人。國民革命軍傷亡1.5萬餘人。五省聯軍在此戰役損失大量有生戰力，使孫傳芳在對北伐軍作戰轉入守勢。

## 參看
- 中華民國北洋政府時期內戰戰鬥列表